# Battuda
Battuda ist eine Gemeinde (comune) mit 669 Einwohnern (Stand 31. Dezember 2023) in der südwestlichen Lombardei, im Norden Italiens. Die Gemeinde liegt etwa 10,5 Kilometer nordwestlich von Pavia in der Pavese.

## Verkehr
Durch die Gemeinde führt die Autostrada A7 von Genua nach Mailand.